# Дунаев, Михаил Сергеевич
Михаил Сергеевич Дунаев (род. 13 августа 1978 года) — немецкий игрок в хоккей с мячом, выступающий за сборную Германии.

## Карьера
Родился в Краснотурьинске, где и увлёкся хоккеем с мячом.
В 2000 году его семья переехала в Германию. Михаил, чтобы иметь возможность играть в хоккей с мячом вскоре вернулся в Россию. В 2004 году получил тяжёлую травму и в 25 лет был вынужден завершить карьеру. Сейчас Михаил работает старшим тренером в команде «Динамо-Маяк» из Краснотурьинска, но не воспользоваться шансом выступить на чемпионате мира, он не мог.